# 상수원보호구역
상수원보호구역(上水源保護區域)은 대한민국에서 수도법의 법령에 따라 상수원의 확보와 수질 보전을 위하여 필요하다고 인정되는 지역을 상수원 보호를 위한 구역으로 지정하거나 변경하는 제도이다.

## 법령
1979년 지정된 이 제도는 상수원 확보를 위한 수질보호 목적으로 각종 개발이나 사업 등의 행위를 규제하는 법정 지역을 말한다. 이에 따라 환경부는 해당 지역을 지정해 상수원에 영향을 주는 유해물질이나 오염으로부터 보호한다.
구체적으로는 상수원으로부터 4km까지 '상수원보호구역'으로 묶이고, 그 경계로부터 상수원의 물길을 따라 상류 10km 내를 '규제 지역'으로 정하고 있다. 이와 함께 지정 취수 지점에서 반경 7km 이내에서는 폐수 방류 여부와 관계없이 공장 설립이 불가능하다. 반경 7∼10km 구역에서는 폐수를 방류하지 않는 시설에 한해 관련 지방자치체에 승인을 받아야 건설 및 운영이 가능하다. 지방자치체는 꾸준히 관할 지역의 보호구역 내 불법행위를 단속한다.

## 대표적 갈등

### 평택시 대 용인시와 안성시의 보호구역 갈등
1979년 보호구역 지정과 동시에 시작된 이 갈등은 경기도의 평택시 시민이 이용하는 취수장과 함께 보호구역으로 묶인 진위천이 용인시로 이어지고, 안성천이 안성시까지 이어지자 발생하였다. 이렇게 묶인 보호구역은 용인시가 남사면의 1.57km2(약 47만 평), 안성시는 공도읍의 0.96km2(약 29만 평)가 포함된 것이다. 이로 인해 해당지역에서의 건축 등의 행위는 평택시청의 인허가를 받아야 가능하게 되었으며, 수원보호구역 해제 권한도 상위법으로인해 평택시청이 가지고 있는 상황이다. 용인시청, 안성시청은 개발을 위해 상수원보호구역 해제를 요구하고 있는데, 평택시청이 수질 악화를 우려해 반대하고 있어 갈등이 계속되고 있다.
이에 2018년 3월 29일, 갈등을 해결하고자 경기도청 주도로 해당 3개 자치단체와 전문가로 구성된 '상생협력추진단'이 출범하였으나, 2019년 3월 기준으로 아무런 성과도 없이 제자리 걸음만 한 것으로 나타났다.

### 원주시 대 횡성군의 보호구역 갈등
원주시의 시민들에게 상수도를 공급하기 위해 1987년에 강원도 원주시 소초면 장양리에 장양취수장을 만들면서 이 지역 일대 중 횡성군의 지역이 함께 보호구역으로 지정되자 시작된 갈등이다. 상수원보호구역 해제 권한은 상위법으로인해 원주시청에 있으며, 횡성군의 보호구역 내에서 건축 등의 행위를 하기 위해선 원주시청의 인허가를 밟아야하는 상황이다. 보호구역으로 묶인 횡성군의 마을은 39개이다. 이에 횡성군청과 군민들은 보호구역 해제를 촉구하고 있다. 횡성군청은 대안을 제시하였는데, 취수장을 원주시 방향으로 이전하거나, 상수원 폐쇄와 함께 횡성댐 광역상수원의 취수를 원주시에 전량 공급하는 방법이 그 것이다. 그러나 취수장 이전은 역으로 원주시의 규제 구역 증가를 의미해 반대하고 있는 상황이다. 환경부는 가뭄 등 물 부족 사태에 대한 대비를 위해 취수원 다변화가 필요하기에 폐쇄 등의 방법에 있어서는 신중한 입장을 취하고 있다.
2011년과 2015년에 횡성댐 상수도를 원주시에 전량공급하는 광역상수도 협약을 체결하여 갈등이 끝나는 듯 보였지만, 보호구역 해제까지 이뤄지지 않아, 다시 원점이된 바 있다.

## 같이 보기

### 직접 관련 법령
대한민국, 수도법 - 국가법령정보센터
- 제7조(상수원보호구역 지정 등)
  - 제7조의 2(상수원보호구역 외의 지역에서의 공장설립의 제한)
  - 제7조의 3(상수원 정보관리체계 구축 및 운영)
- 제8조(상수원보호구역의 관리)
  - 제8조의 2(상수원보호구역에 대한 수질관리계획)
- 제11조(상수원보호구역의 비용부담)